# 阿氏斑蚊
阿氏斑蚊（學名：Stegomyia alcasidi ），分布於台灣、菲律賓，棲於樹洞和竹筒積水處。

## 介紹
雄蟲頭暗色；觸角暗色，第二三節基部具白色環，第四五節基部背方具白色斑；前胸背板上部具暗鱗，下部具白鱗；中胸背板中央有一白縱線，後端稍窄，並於小楯片前分開；翅暗色，基部具白斑；足暗色，前中足腿節基部顏色深，後端較淡；後足腿節前端有一白斑，後端漸淡，與後端白斑僅隔一環狀節；第一二前中足跗節基部具白環，第一至四後足跗節基部具白色環，第五跗節全白；第一腹背板呈白色，第二節側面具白斑，中偶有小白點，三到六節基部有白帶並與側斑相連，第七節僅有側白斑，第八節全白。